# Steropleurus nobrei
Steropleurus nobrei är en insektsart som först beskrevs av Bolívar, I. 1898.  Steropleurus nobrei ingår i släktet Steropleurus och familjen vårtbitare. Inga underarter finns listade i Catalogue of Life.